# Xpeng
Xpeng o Xiaopeng Motors (en chino, 小鹏汽车) es una empresa china con sede en Guangzhou dedicada a la fabricación de automóviles eléctricos.
Fue fundada en 2015 por Xia Heng y He Tao, ex altos ejecutivos de GAC Group con experiencia en la industria automotriz e I+D. Sus patrocinadores iniciales incluían el fundador de UCWeb y exejecutivo de Alibaba, He Xiaopeng (ahora presidente de Xpeng), y Lei Jun, fundador de Xiaomi. Entre sus inversores destacados se encuentran Alibaba, Foxconn e IDG Capital.

## Historia

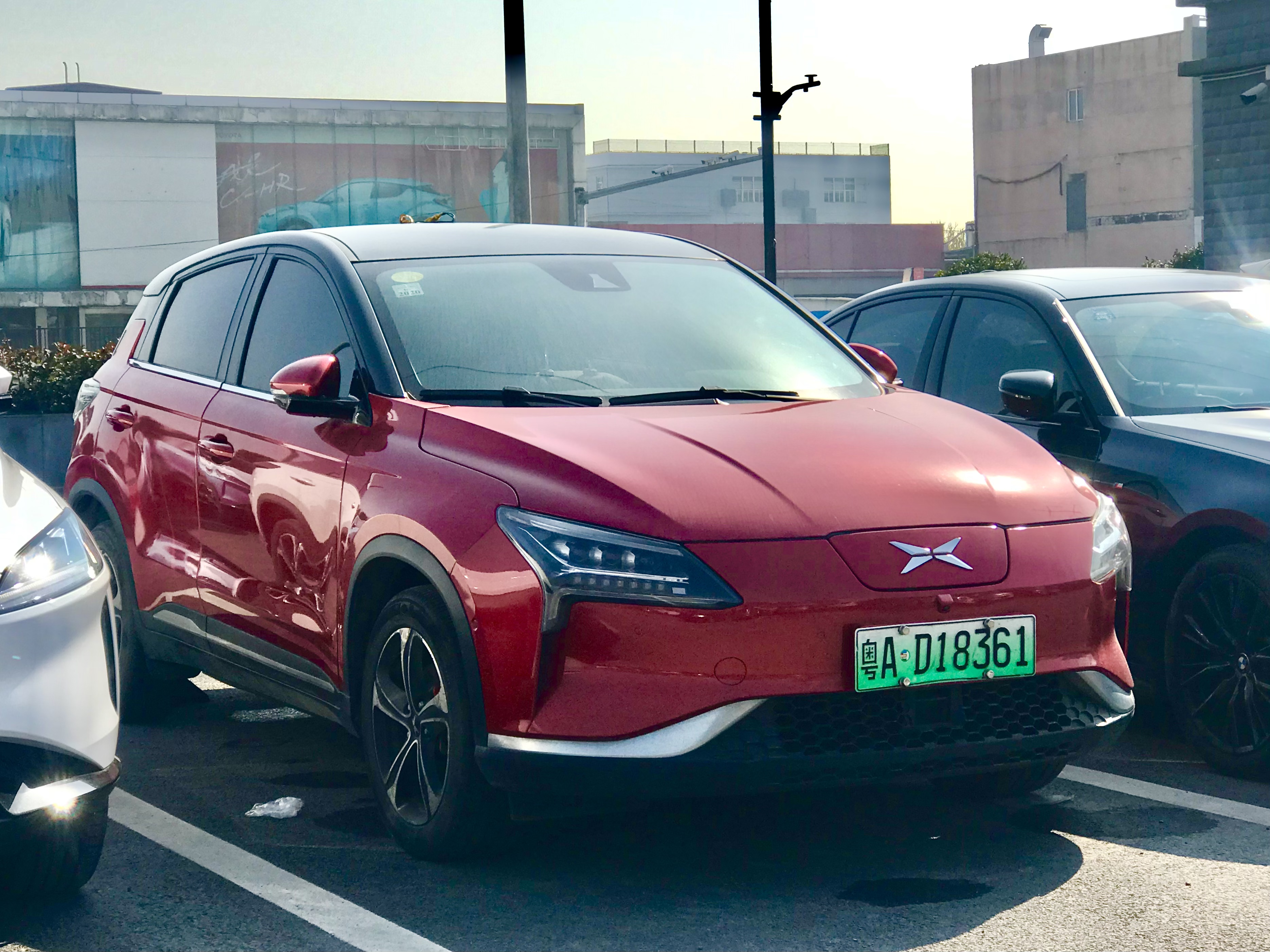
El coche de Xpeng, Identy X, en las primeras pruebas beta

XPeng fue cofundada en 2014 por Xia Heng (Henry Xia) y He Tao, ex altos ejecutivos de GAC Group con experiencia en tecnología automotriz e investigación y desarrollo. Los patrocinadores iniciales incluyeron: the fundador de UCWeb y exejecutivo de Alibaba He Xiaopeng, homónimo y actual presidente de XPeng, y Lei Jun, el fundador de Xiaomi. Entre los inversores chinos e internacionales destacados se encuentran Alibaba, Foxconn e IDG Capital. En otra ronda de financiación en 2018, el vicepresidente de Alibaba Joseph Tsai se unió a la junta corporativa de XPeng.
La filial de XPeng en los Estados Unidos, XMotors.ai, tenía un permiso para probar vehículos autónomos del Departamento de Vehículos Motorizados de California a partir de septiembre de 2018. El permiso fue revocado en febrero de 2020 debido a que XPeng no presentó un informe de retirada. Luego, XPeng Motors recibió un permiso de prueba de vehículos autónomos renovado del Departamento de Vehículos Motorizados de California en marzo de 2020.
XPeng inició la producción de su primer modelo, el SUV XPeng G3, en noviembre de 2018. Lanzó el G3 en diciembre de 2018 en el Consumer Electronics Show de 2018 en Las Vegas.
Su segundo modelo, el P7, un sedán eléctrico de cuatro puertas, se estrenó en abril de 2019 en la feria Auto Shanghai de 2019. y comenzó las entregas a los clientes en junio de 2020.
En mayo de 2019, XPeng lanzó una empresa de alquiler de vehículos con sus propios vehículos para prestar servicios en Guangzhou.
En noviembre de 2019, XPeng recaudó 400 millones de dólares en una tercera ronda de recaudación de fondos, en el que Xiaomi se unió como inversor estratégico de XPeng. En julio de 2020, XPeng recaudó 500 millones de dólares de un grupo de inversores entre los que se encontraban Aspex, Coatue, Hillhouse Capital y Sequoia Capital China. En agosto de 2020, XPeng recaudó 400 millones de dólares adicionales de un grupo de inversores, incluido Alibaba, Qatar Investment Authority y el fondo soberano de Abu Dhabi Mubadala. El 27 de agosto de 2020, XPeng recaudó 1.500 millones de dólares con una IPO en la Bolsa de Valores de Nueva York, donde sus acciones subieron más del 40% en el primer día de negociación. En marzo de 2021, la empresa recibió una financiación de 76,9 millones de dólares de Guangdong Yuecai Investment Holdings Co. En mayo de 2021, el 23% de las acciones de XPeng pertenecían a He Xiaopeng y el 12% a Alibaba Group.
En el tercer trimestre de 2021, los ingresos de XPeng aumentaron más del 500% en comparación con el año anterior. También había aumentado su equipo de I+D en aproximadamente un tercio respecto al año anterior.
En 2021, por primera vez, XPeng comenzó a exportar su sedán insignia P7. Su primer mercado internacional fue Noruega, a partir de agosto. En agosto de 2021, el sedán subcompacto P5 de la empresa pudo leer los semáforos. En septiembre de 2021, XPeng lanzó su P5 al mercado. Es el primer automóvil de producción equipado con sensores lidar para sistemas avanzados de asistencia al conductor (ADAS).
En octubre de 2021, la filial de XPeng HT Aero anunció una financiación de 500 millones de dólares y el diseño de un coche volador con un lanzamiento previsto en 2024.
En abril de 2023, Xpeng Motors presentó la primera nueva especie de conducción inteligente del mundo, el Xpeng G6, en el Salón del Automóvil de Shanghai 2023.
El 21 de junio de 2023, XPeng anunció una asociación con ACCESS Europe en el campo de los sistemas de información y entretenimiento para automóviles.
El 26 de julio de 2023, Volkswagen anunció su inversión de 700 millones de dólares en XPeng para comprar el 4,99% de la participación de la empresa. VW colaborará con XPeng para desarrollar dos modelos eléctricos de la marca VW para el segmento mediano en el mercado chino en 2026.
En agosto de 2023, se anunció que Xpeng había acordado adquirir la unidad de tecnología de conducción autónoma de la empresa de vehículos de alquiler con sede en Beijing, DiDi, a cambio de 744 millones de dólares en acciones.
En agosto de 2024, ha puesto en marcha la línea Mona, que se centra en vehículos de bajo precio en el segmento general, en contraposición al posicionamiento premium de los anteriores vehículos de XPeng. El primer vehículo, ha sido el Mona M03.

## Productos

### Vehículos actuales
| Nombre   | Imagen | Tipo                           | Periodo de producción | Modelo actual                  | Generación | Notas                                                      |
| Sedán    | Sedán  | Sedán                          | Sedán                 | Sedán                          | Sedán      | Sedán                                                      |
| -------- | ------ | ------------------------------ | --------------------- | ------------------------------ | ---------- | ---------------------------------------------------------- |
| P7       |        | Sedán mediano                  | 2019-                 | 2023 (comercializado como P7i) | primero    | Versión renovada del P7, vendida en Europa como "nuevo P7" |
| P5       |        | Sedán compacto                 | 2021-                 | 2023                           | primero    |                                                            |
| SUV      |        |                                |                       |                                |            |                                                            |
| G9       |        | SUV de tamaño mediano          | 2021-                 | 2023                           | primero    |                                                            |
| G6       |        | SUV de tamaño mediano          | 2023-                 | 2023                           | primero    |                                                            |
| MPV      |        |                                |                       |                                |            |                                                            |
| X9       |        | Monovolumen de tamaño completo | 2023-                 |                                | primero    |                                                            |
| Mona M03 |        | Liftback                       | 2024-                 | 2024                           | primero    |                                                            |

### Mona

#### Mona M03

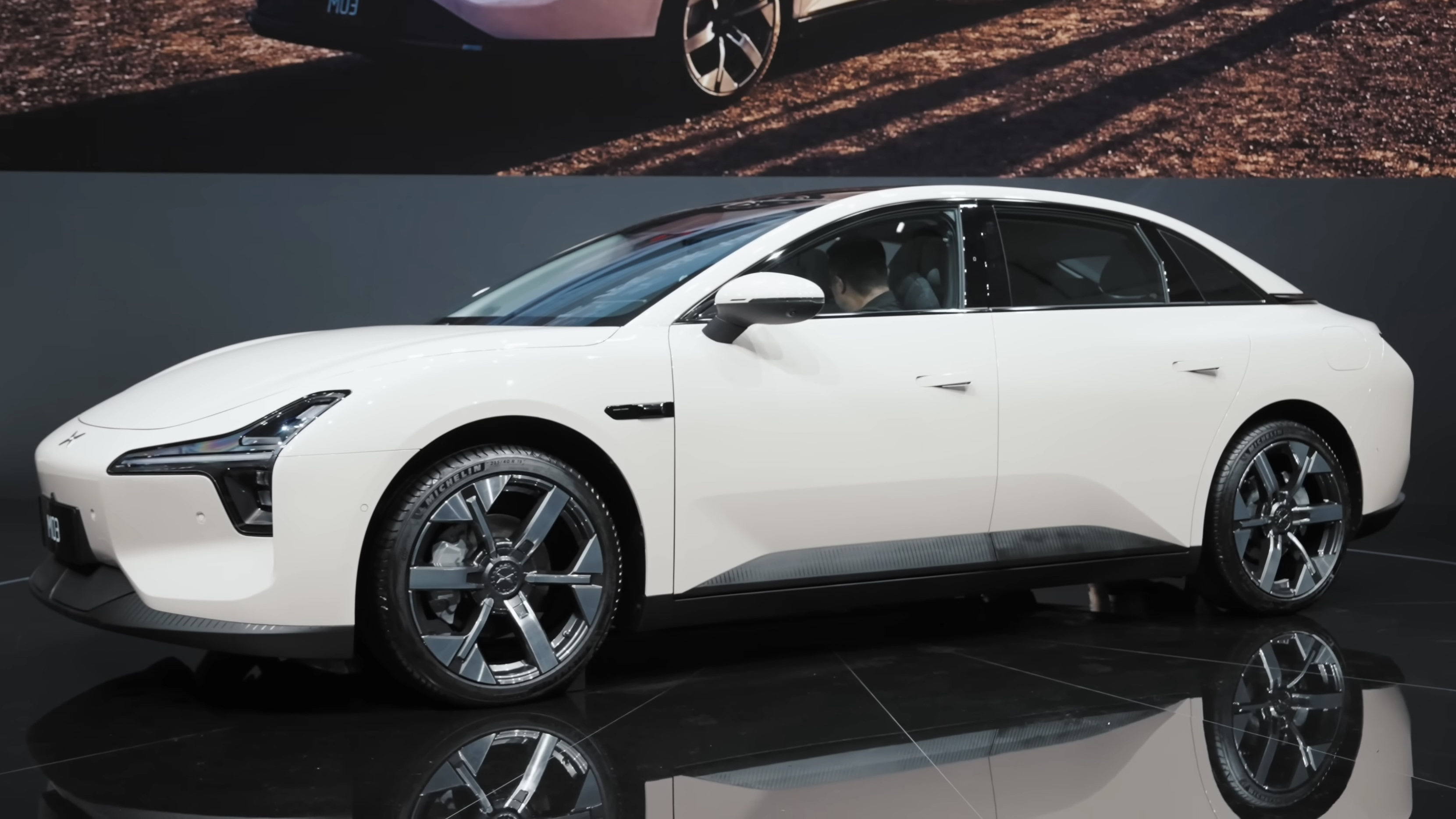
Mona M03.

En 2024, XPeng  ha comenzado a comercializar el Xpeng Mona M03 (en chino: 小鹏MONA M03), que es un sedán compacto eléctrico, el primer producto de la línea Mona, que se centra en vehículos de bajo precio en el segmento general, en contraposición al posicionamiento premium de los anteriores vehículos de XPeng. 
A pesar de su precio de 15.200 euros, XPeng ganará dinero con el Mona M03. Con este modelo, se aproxima al coche de 10.000 euros esperado por los usuarios.
En China, ocupa el segmento de la clase A, equivalente al segmento C mundial. El pack de baterías es LFP, producidas por FinDreams y dependiendo de la versión elegida, será de 51,8 o 62,2 kWh.
El vehículo se previsualizó en primicia con una serie de imágenes en junio de 2024, se presentó en julio de 2024 y salió a la venta en agosto de 2024, antes del Salón del Automóvil de Chengdu.
Mona son las siglas de «Made Of New AI» (Hecho de nueva IA). El consejero delegado de la empresa, He Xiaopeng, mencionó que el nombre alfanumérico «M03» se eligió como homenaje al Tesla Model 3.

### Vehículos descatalogados
| Nombre | Imagen | Tipo         | Periodo de producción | Generación | Notas |
| ------ | ------ | ------------ | --------------------- | ---------- | ----- |
| G3     |        | SUV compacto | 2018-2023             | primero    |       |

### eVTOL
XPeng Voyager X2 (para comenzar), multicóptero eVTOL

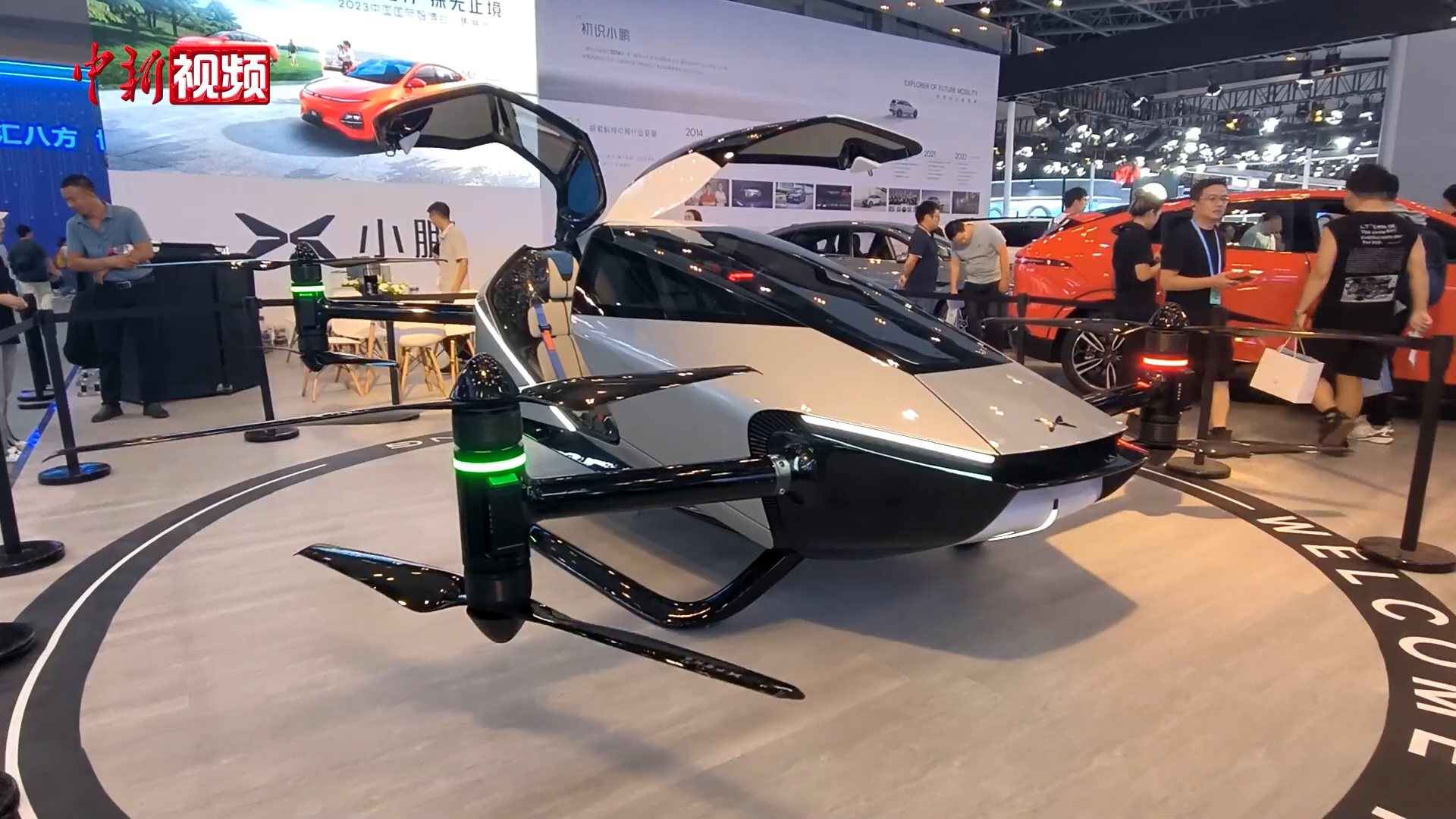
Xpeng Voyager X2

## Por países

### España
XPeng ha llegado a España, comercializado porel Grupo Salvador Caetano. 
En 2024, se contaba con tres modelos, dos SUV y una berlina: XPeng G6 (rival del Tesla Model Y), el XPeng G9 (con potencia de carga ultrarrápida de 480 kW) y la berlina XPeng P7, con batería de 80 kWh.